# لورا تروت (سياسية)
لورا تروت (من مواليد 7 ديسمبر 1984)، سياسية بريطانية شغلت منصب وزيرة التعليم في حكومة الظل منذ نوفمبر 2024. شغلت سابقًا منصب وزيرة الخزانة في حكومة الظل من يوليو إلى نوفمبر 2024. وهي عضو في حزب المحافظين، وعضوة في البرلمان عن دائرة سيفينوكس منذ عام 2019.
وُلدت تروت في أوكستد، وتلقت تعليمها في مدرسة أوكستد، ثم درست التاريخ والاقتصاد في جامعة أكسفورد. عملت كمستشارة خاصة بين عامي 2009 و2016، قبل أن تصبح شريكة في شركة بورتلاند للاتصالات. انضمت تروت إلى حزب المحافظين في سن المراهقة، وكانت مستشارة للحزب في مجلس كامدن لندن بورو بين عامي 2010 و2014. تم انتخابها لعضوية مجلس العموم في الانتخابات العامة لعام 2019 عن سيفينوكس، لتصبح أول امرأة تمثل الدائرة الانتخابية. تم تعيينها لاحقًا سكرتيرة برلمانية خاصة لوزارة النقل، قبل أن تستقيل خلال أزمة الحكومة في يوليو 2022.
أيدت تروت ريشي سوناك في محاولته الفاشلة لزعامة الحزب في انتخابات قيادة حزب المحافظين التي جرت بين يوليو وسبتمبر 2022. ثم أيدت لاحقًا محاولته الناجحة في انتخابات قيادة حزب المحافظين التي جرت في أكتوبر 2022، وعُيّنت في الحكومة كوكيلة برلمانية لوزير الدولة لشؤون المعاشات التقاعدية في حكومة سوناك بعد توليه رئاسة الوزراء في الشهر نفسه. وفي التعديل الوزاري الذي أُجري في نوفمبر 2023، رُقّيت إلى منصب وزير الخزانة. وبعد هزيمة حزب المحافظين في الانتخابات العامة لعام 2024، أصبحت تروت وزيرة الخزانة في حكومة الظل في حكومة سوناك.

## الحياة المبكرة والتعليم
لورا تروت ولدت في 7 ديسمبر 1984 في أوكستيد،